# مرد چاله
مرد چاله‌ (پرتغالی: índio do buraco؛ زاده دهه ۱۹۶۰، درگذشت ژوئیه ۲۰۲۲) یکی از بومی‌های برزیل بود که به تنهایی در جنگل‌های آمازون زندگی می‌کرد. این مرد آخرین عضو قبیله‌ای بومی بود که در منطقه تانارائو در ایالت روندونیای بزریل زندگی می‌کرد. تصور می‌شود که اکثریت اعضای قبیله این مرد در دهه هفتاد میلادی کشته شده‌اند. زبانی، قبیله یا نامش مشخص نیست. اصطلاح «مرد چاله» نام خودمانی است که توسط مسئولان و رسانه‌ها استفاده می‌شود. او به دلیل چاله‌های عمیقی که برای پنهان شدن یا شکار حیوانات حفر می‌کرد به مرد چاله معروف شده بود.